# Gaby Hauptmann
Pour les articles homonymes, voir Hauptmann (homonymie).
Gaby Hauptmann, née à  Trossingen le 14 mai 1957, est une écrivaine et journaliste allemande.

## Œuvre
- Alexa – die Amazone, Deutsche Reiterliche Vereinigung, Warendorf, 1994  (ISBN 3-88542-269-7)
- Suche impotenten Mann fürs Leben, Piper, München / Zürich, 1995  (ISBN 3-492-12152-7)
- Nur ein toter Mann ist ein guter Mann, 1996
- Die Lüge im Bett, München, 1997
- Eine Handvoll Männlichkeit, 1998
- Die Meute der Erben, 1999
- Frauenhand auf Männerpo und andere Geschichten, 2000
- Ein Liebhaber zuviel ist noch zuwenig, 2000
- Mehr davon, vom Leben und der Lust am Leben, Kabel, München, 2001  (ISBN 3-8225-0550-1) (autobiographie).
- Fünf-Sterne-Kerle inklusive, 2002
- Rocky der Racker, 2003 (avec sa sœur Karin Hauptmann)
- Hengstparade, 2004
- Yachtfieber, 2005
- Ran an den Mann, 2006
- Liebesspiel. Vier Stories über Frauen, die wissen, was sie wollen, 2007
- Nicht schon wieder al dente, 2007
- Rückflug zu verschenken, 2009
- Das Glück mit den Männern und andere Geschichten, 2009
- Ticket ins Paradies, 2010
- Wo die Engel Weihnachten feiern, 2010
- Hängepartie, 2011
- Liebesnöter, 2012
- Ich liebe dich, aber nicht heute, 2013
- Liebling, kommst du?, 2014

### SérieKaya – frei und starkpour enfants et la jeunesse
- Kaya schießt quer, 2005
- Kaya will nach vorn, 2005
- Kaya bleibt cool, 2005
- Kaya ist happy, 2005
- Kaya will mehr, 2006
- Kaya hat Geburtstag, 2007
- Kaya gibt alles, 2008
- Kaya schwört Rache, 2009
- Kaya rettet Fohlen, 2010

## Adaptations au cinéma
- 1998 : Nur ein toter Mann ist ein guter Mann de Wolf Gremm
- 2000 : Die Meute der Erben de Ulrich König
- 2002 : Ein Liebhaber zuviel ist noch zu wenig de Wolf Gremm
- 2002 : Un homme sous influence de John Henderson (d'après Suche impotenten Mann fürs Leben)
- 2005 : Fünf-Sterne-Kerle inklusive de Vivian Naefe
- 2005 : Hengstparade de Michael Kreindl